# سانتیاگو دانانی
سانتیاگو دانانی (اسپانیایی: Santiago Danani‎؛ زادهٔ ۱۲ دسامبر ۱۹۹۵) بازیکن والیبال اهل آرژانتین است.